# Labarrus rigidus
Labarrus rigidus är en skalbaggsart som beskrevs av Vladimir Balthasar 1936. Labarrus rigidus ingår i släktet Labarrus och familjen Aphodiidae. Inga underarter finns listade i Catalogue of Life.